# Koptevo
Il quartiere Koptevo (in russo Район Коптево?) è un quartiere di Mosca sito nel Distretto Settentrionale.
Il toponimo di Koptevo compare per la prima volta nelle lettere di Dmitrij Ivanovič Šujskij risalenti al 1595-1596. Il fatto che il nome Koptevo sia di genere neutro fa presumere che all'epoca fosse un villaggio a sé stante.
Sull'origine del nome esistono due ipotesi: una la fa risalire all'antica famiglia dei Koptev, un'altra la fa risalire al tardo XV secolo e al soprannome kopot' ("fuliggine") dato al boiaro Konstantin Buturlin.